# Neuhausen (Königsfeld im Schwarzwald)
Neuhausen bei Villingen ist ein Ortsteil der Gemeinde Königsfeld im Schwarzwald im Schwarzwald-Baar-Kreis in Baden-Württemberg.

## Wappen
Beschreibung: „In gespaltenem Schild vorne in Gold auf grünem Dreiberg ein roter Turm mit drei Zinnen, hinten in Rot ein silbernes Johanniterkreuz mit nach unten verlängertem Balken.“

## Geographie
Neuhausen liegt am Ostabhang des Schwarzwaldes 5 Kilometer südöstlich von Königsfeld im Schwarzwald.
Es ist ein Straßendorf mit kurzen Querwegen.

## Geschichte
Das älteste Siedlungszeichen ist der südlich des Dorfes „im Moos“ gelegene Judenbühl, ein noch nicht erforschter Grabhügel aus der älteren Eisenzeit. Erstmals urkundlich erwähnt findet man Neuhausen im Jahr 1094 als „villa Nuenhusen“. Gegründet wurde das Dorf jedoch vermutlich bereits zwischen den Jahren 700 und 1000 – darauf weisen einesteils die alemannischen Gräber von Ebenhausen hin, andererseits der auf fränkischen Einfluss zurückgehende Kirchenpatron Sankt Martin. Neuhausen dürfte damit die älteste Siedlung der Gesamtgemeinde Königsfeld darstellen.
Konrad von Burgberg verkaufte Selhof und das Neuhausener Kloster 1329 an den Johanniter-/Malteserorden aus Villingen. Nachdem im 16. Jahrhundert zwischen dem Orden und den Städten Rottweil und Villingen um die Hochgerichtsbarkeit gestritten worden war, setzte sich Villingen 1602 vor dem Reichskammergericht durch. 1805 kam der Ort Neuhausen an das Königreich Württemberg. Dieses übergab ihn ein Jahr später mit dem Tausch- und Epurationsvertrag vom 17. Oktober 1806 an das Großherzogtum Baden. Die staatliche Verwaltung oblag während dieser Zeit jedoch der Stadt Villingen.

## Verwaltung
Zu Neuhausen gehören die Wohnplätze An der Königsfelder Straße, Im Moos und Katzenbühl.